# Острог (монастырь в Черногории)
О́строг (серб. Манастир Острог/Manastir Ostrog; черног. Острошки манастир) — действующий сербский православный монастырь в Черногории, расположенный в горах в 13 километрах от Никшича и в 15 километрах от Даниловграда, на высоте около 900 м над уровнем моря. Основан в XVII веке. В монастыре хранятся мощи его основателя — святого Василия Острожского, чудотворца, скончавшегося 29 апреля (9 мая) 1671 года. В настоящее время в обители живут 12 монахов.

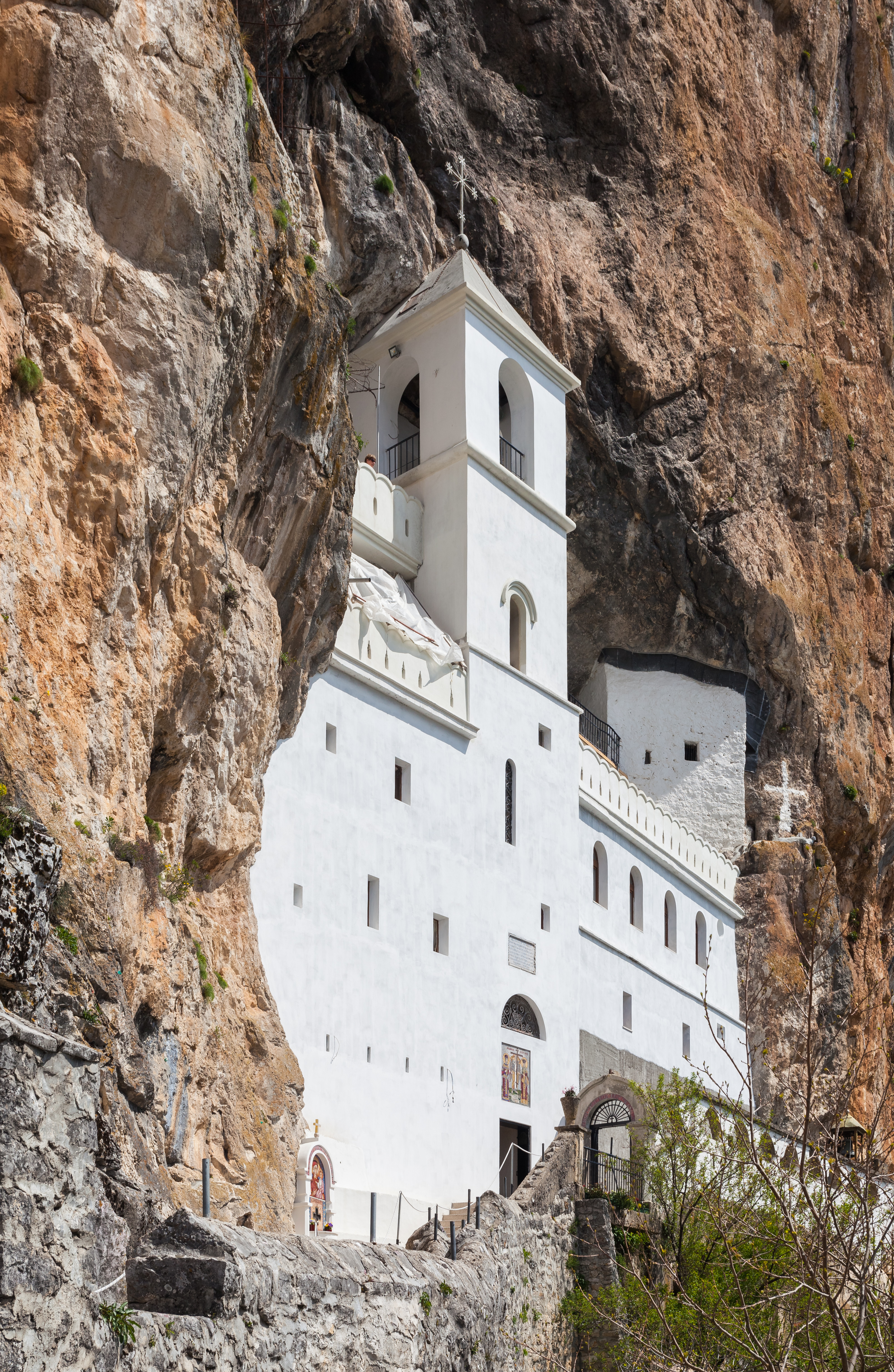
Высеченный в скале храм

Острог состоит из двух частей. Нижний монастырь был основан в середине XIX века, состоит он из келий и церкви Св. Троицы. В ней покоятся мощи св. новомученика Станко, 12-летнего мальчика, которому турки отсекли руки, в которых он держал святой Крест и не хотел его выпускать.
Верхний монастырь отделен от Нижнего дорогой длиной около 5 километров, проходящей через лес. Однако паломники, идущие пешком, обычно пользуются более короткой пешеходной дорогой, которую можно преодолеть за 20—25 минут. Верхняя часть встроена в скальную нишу на высоте 900 м над уровнем моря, она двухуровневая, и там находятся самые важные достопримечательности монастыря. Эта часть комплекса состоит из двух небольших церквей: Крестовоздвиженской (1665 год) и Введенской (XVII век).

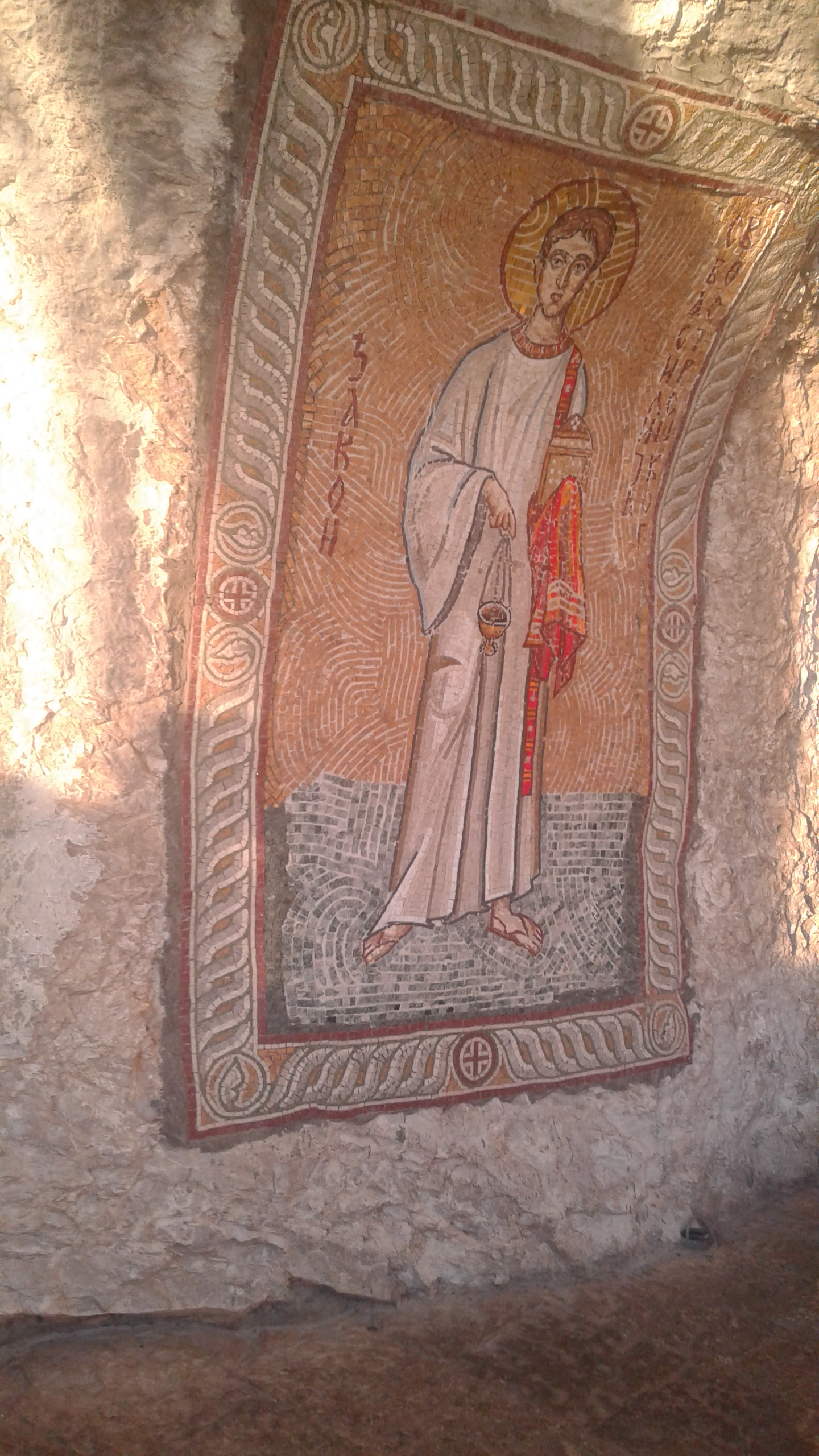
Мозаика из Верхнего монастыря

Введенская церковь — это очень маленький храм, 3 на 3 метра, расположенный чуть выше Крестовоздвиженской церкви. Именно во Введенской церкви святой Василий провёл 15 лет в молитвах. На скале — изображение — икона святителя Василия Острожского. В реликварии Введенского храма хранится ковчег с чудотворными мощами святого Василия Острожского, а также молитвенная книга 1732 года и храмовые подсвечники, датируемые 1779 годом.
Монастырь находится на расстоянии около 30 км к западу от Подгорицы, у подножия скалы Острошка Греда (Ostroška greda), в 8 км от дороги, соединяющей города Подгорица и Никшич. Старая горная дорога связывает Острог с Герцеговиной и Никшичем по Цареву мосту через реку Зету. На южном побережье Зеты эта дорога защищена старинным замком Пандурица. Добраться до монастыря возможно рейсовым автобусом из Никшича или Подгорицы или на машине. Дорога местами очень узкая и тяжёлая.